# Episodi di Silk (prima stagione)
La prima stagione della serie televisiva Silk è andata in onda dal 22 febbraio al 29 marzo 2011 sul canale britannico BBC.
In Italia la stagione è stata trasmessa dal 12 gennaio al 16 febbraio 2012 sul canale satellitare Fox Crime.
| nº | Titolo originale | Titolo italiano       | Prima TV UK      | Prima TV Italia  |
| -- | ---------------- | --------------------- | ---------------- | ---------------- |
| 1  | Episode One      | Giustizia             | 22 febbraio 2011 | 12 gennaio 2012  |
| 2  | Episode Two      | Un caso personale     | 1º marzo 2011    | 19 gennaio 2012  |
| 3  | Episode Three    | La scelta di Martha   | 8 marzo 2011     | 26 gennaio 2012  |
| 4  | Episode Four     | La rabbia di Billy    | 15 marzo 2011    | 2 febbraio 2012  |
| 5  | Episode Five     | Una difesa debole     | 22 marzo 2011    | 9 febbraio 2012  |
| 6  | Episode Six      | Avvocato della corona | 29 marzo 2011    | 16 febbraio 2012 |